# Kibosho Kati
Kibosho Kati è una circoscrizione rurale (rural ward) della Tanzania situata nel distretto rurale di Moshi, regione del Kilimangiaro. Conta una popolazione di 10 258 abitanti (censimento 2012).